# Đại Bảo luật lệnh
Bộ luật Taihō hay Đại Bảo luật lệnh, Thái Bảo luật lệnh (大宝律令 (Đại Bảo luật linh) Taihō-ritsuryō) là một cuộc cải tổ hành chính ban hành vào năm 703 tại Nhật Bản cuối thời Phi Điểu. Về mặt lịch sử, bộ luật này là một trong các Luật lệnh chế (律令制 ritsuryō-sei), biên soạn dưới sự chỉ đạo của Hình bộ thân vương Osakabe, Fujiwara no Fuhito và Awata no Mahito. Việc cải tổ bắt đầu theo chiếu chỉ của Thiên hoàng Văn Vũ, phần lớn là điều chỉnh hệ thống triều đình theo mẫu nhà Đường của Trung Quốc, cũng giống như nhiều chính sách phát triển khác ở trong nước.
Việc thành lập Đại Bảo luật lệnh là một trong những sự kiện đầu tiên đưa Nho giáo trở thành yếu tố quan trọng trong bộ quy tắc đạo đức, triều đình Nhật Bản. Đến thời Nại Lương, bộ luật được sửa đổi cho phù hợp với truyền thống Nhật Bản và nhu cầu trị nước thực tiễn. Bản sửa đổi ấy được đặt tên là Dưỡng Lão luật lệnh (養老律令 Yōrō-ritsuryō). Đến năm 718 thì việc biên soạn Dưỡng Lão luật lệnh được hoàn tất.
Đại Bảo luật lệnh chỉ có hai điểm khác biệt lớn so với mô hình nhà Đường. Đầu tiên, các vị trí trong triều, địa vị giai cấp đều dựa theo nguồn cội, như truyền thống Nhật Bản vốn có, chứ không phải bằng khen tặng như cách làm của người Trung Quốc. Thứ hai, người Nhật bỏ khái niệm "Thiên mệnh" của Trung Quốc, khẳng định rằng quyền lực của Thiên hoàng đến từ dòng dõi hoàng tộc chứ không từ phẩm chất công bình với tư cách là vị vua cai trị.
Người ta cho rằng bộ luật này được soạn dựa trên Bộ luật Vĩnh Huy (永徽律令) lưu hành ở Trung Quốc vào năm 651 của Đường Cao Tông.

## Tổ chức triều chính
Đại Bảo luật lệnh thành lập hai nhánh trong triều: Thần kỳ quan (神祇官 Jingi-kan) và Thái chính quan (太政官 Daijō-kan). Thần kỳ quan là nhánh cao hơn, ưu tiên hơn Thái chính quan, xử lí mọi việc tâm linh, lễ nghi. Thái chính quan thì lo những việc thế tục và hành chính.
Thần kỳ quan trông coi việc tiến hành lễ hội thường niên và các nghi thức triều đình như lễ đăng quang; tu bổ các thần xã, kỉ luật người cai quản thần xã; ghi chép, quan sát những lời tiên tri, bói toán. Điều quan trọng đáng lưu ý là nhánh quan này tuy quản lí tất cả các thần xã trong nước, nhưng lại không có quan hệ gì với Phật giáo.
Thái chính quan trông coi mọi việc thế tục và được lãnh đạo bởi một đại hội đồng do Thái chính đại thần đứng đầu. Tả đại thần (Sadaijin 左大) và Hữu đại thần (Udaijin 右大臣), Tả đại biện (Sadaiben 左大弁 và hũu đại biện (Udaiben 右大弁), bốn Đại Nạp ngôn (Dainagon 大納言) và ba Thiểu nạp ngôn (Shōnagon 少納言) đã tiến hành lập ra hội đồng, giúp việc cho Thái chính đại thần. Tám Tỉnh của triều đình lần lượt giúp việc cho cả tả hữu đại thần và tả hữu đại biện.

## Tổ chức và quản lí cấp tỉnh
Đất nước được chia thành các quốc (国 kuni), triều đình bổ nhiệm các Quốc ty (国司 kokushi), chia thành bốn cấp (gọi là Shitōkan) là kami, suke, jo và sakan cho mỗi quốc. Các quốc lại được chia thành các quận (郡 gun) hay kōri được quản lí bởi quan Quận ty (郡司 gunji), chức quan này do địa phương bổ nhiệm. Những quan chức địa phương này trông coi việc giữ gìn hòa bình, thu tô thuế, tuyển mộ sưu dịch, lưu giữ sổ sách đăng kí nhân khẩu và phân chia đất đai. Dưới cấp quận còn nhiều đơn vị phân chia tiếp theo, có tổ chức địa phương rất khác nhau, nhưng hầu hết là giống một thị trấn gồm khoảng 50 ngôi nhà do một người đứng đầu lãnh đạo.
Tuy nhiên, số quốc lại không cố định. Khi vùng đất mới phát triển thì nhiều quốc mới lại ra đời. Vào thời điểm mà Đại Bảo luật lệnh được ban hành, nước Nhật có 66 quốc, gồm 592 quận.

## Ảnh hưởng của Trung Quốc
Hệ thống Trung Quốc được gọi là ritsuryō ở Nhật Bản đã được cả hai vương quốc trên bán đảo Triều Tiên và Nhật Bản áp dụng cùng một lúc.
Tục Nhật Bản kỷ có chép rằng, thành viên tham gia Đại Bảo luật lệnh là 18 quý tộc Nhật Bản và một học giả Trung Quốc (薩弘恪 Satsu Koukaku, Tát Hoằng Khác). Học giả Trung Quốc Satsu đóng một vai trò quan trọng. Ông tham gia soạn bộ luật và thường xuyên được Thiên hoàng ban thưởng.

## Niên đại
Những hiểu biết hiện tại về điều kiện trước khi diễn ra cải cách Taihō vẫn còn đầy rẫy những câu hỏi không trả lời được, nhưng có thể suy luận được nhiều điều—ví dụ:
"Cuộc cải cách năm 645 đột ngột và triệt để hơn nhiều so với một sự biến đổi tương tự vào năm 1868. Trước đây, cả nước nói chung thụ động hơn nhiều vì chỉ một số ít quan lại chuyển đổi được sâu rộng. Năm 1868, mặc dù ngai vàng của Hoàng thất là nguồn cảm hứng cho phong trào, nhưng sự việc thực tế đã thu hút được một bộ phận đáng kể dân chúng trong nước tham gia. Hơn nữa, người Nhật ở thế kỉ 19 đã được chuẩn bị tốt hơn về mặt chính trị, xã hội và trí tuệ cho cuộc sống mới so với người Nhật ở thế kỉ thứ bảy. Không nói gì đến sự huấn luyện của chế độ phong kiến mà chính nó đã nhận lấy, họ đã được rèn luyện tinh thần tốt hơn rất nhiều so với tổ tiên của họ vào năm 645, vì những người đó đã phục hưng trí tuệ, và một số người trong đó còn đã mài giũa lòng khao khát kiến thức của mình bằng cách nghiên cứu sách tiếng Hà Lan".
Bất kì việc kiểm tra các văn bản được biết đến sớm nhất đều trở thành bài tập về lịch sử—ví dụ:
"Cần phải nói điều gì đó về hình thức mà Bộ luật [Taihō] được truyền lại cho chúng ta. Bộ luật chỉ tồn tại trong ấn bản 833, trong đó, ngoài văn bản 701, còn có các bình luận chính thức soạn vào năm 718 và 833. Ngày tháng không được ghi chú, và do đó sẽ là một câu hỏi quan trọng về định luật ban đầu của 701. Tác phẩm được viết bằng ba loại khác nhau đan xen lẫn nhau trong mỗi bài viết, loại thứ nhất là loại lớn nhất, loại thứ hai nhỏ hơn và loại thứ ba ở dạng chú giải có dòng đôi. Trong số này, loại thứ nhất tạo thành văn bản chính, còn hai loại kia là những lời bình về nó. Trong loại thứ hai, một lần nữa, loại thứ hai chiếm phần bình nhỏ hơn nhiều so với loại thứ ba xác định rằng loại thứ ba được viết về sau và hai loại kia trước năm 809, vì một chiếu chỉ năm đó trích dẫn các đoạn từ hai loại sau, nhưng lại không đề cập đến phần tương ứng của loại trước mà nếu nó tồn tại thì không thể từ đó bản chất của nó đã thoát khỏi sự tham khảo. Bằng chứng này dường như tương đương với việc nói rằng loại thứ ba đại diện cho bình luận của năm 833, vì không có bình luận nào khác được đưa ra từ năm 809 đến năm 833 đã được chấp nhận trong tác phẩm của năm sau."
Mặc dù cần thiết như một điểm khởi đầu, nhưng bất cứ danh sách các sự kiện nối tiếp nào cũng chỉ tiết lộ một phần của câu chuyện đang diễn ra - ví dụ:
- Năm 645, tháng 6: Thiên hoàng Hiếu Đức lên ngôi.
  - Bổ nhiệm ba đại thần
  - Việc đặt tên cho thời đại đầu tiên là Đại hóa (大化 Taika)
- Năm 645, tháng 8
  - Bổ nhiệm, chỉ thị các ty phía đông
  - Nhận những lời kêu gọi của dân chúng từ những người đại diện
  - Xác định tình trạng tự do và không tự do
  - Tổ chức, bảo vệ và kiểm soát giáo hội Phật giáo
- Năm 645, tháng 9
  - Hoàng tự Furubito nổi dậy rồi sụp đổ; một phe đối lập bị loại bỏ
  - Thu thập võ khí của đất nước
  - Cấm chiếm đất đai đối với những kẻ có thế lực
- Năm 646, tháng 1
  - Chiếu Cải cách, bãi bỏ miyake, tomo và những nơi tư nhân, lập lương bổng cho quan lại, xác định xứ trung tâm và các đơn vị hành chính nhỏ hơn, quy định việc phân bổ đất đai và đánh tô thuế.
  - Các kho võ khí được lệnh xây ở kuni và kiri.
- Năm 646, tháng 3
  - Tịch thu Mita và Miyake
  - Sửa lại việc lạm dụng mai táng, hôn nhân và một số phong tục xấu phổ biến.
- Năm 646, tháng 8: Công bố ý định lập ra một trật tự cấp bậc và chức quan mới.
- Năm 647, tháng 1: Công bố ý định lập ra một trật tự cấp bậc và chức quan mới.
- Năm 647, tháng 10: Lập ra mười ba cấp bậc
- Năm 649, tháng 2: Lập Mười chín cấp bậc.
  - Tám quan và nhiều cơ quan nữa được thành lập.
- Năm 652, tháng 4: Việc giao đất đai đã hoàn thành, tiến hành việc điều tra nhân khẩu đã được thực hiện. Làng mạc được chia thành đơn vị năm ngôi nhà.[7]